# Andiperlodes
Andiperlodes is een geslacht van steenvliegen uit de familie Gripopterygidae. De wetenschappelijke naam van het geslacht is voor het eerst geldig gepubliceerd in 1963 door Illies.

## Soorten
Andiperlodes omvat de volgende soorten:
- Andiperlodes holdgatei Illies, 1963
- Andiperlodes tehuelche Pessacq, 2009